# Выбор телевизионных критиков (премия, 2016, январь)
<< 5-я Церемонии вручения 7-я >>
Шестая церемония вручения премии «Выбор телевизионных критиков» (англ. 6th Critics' Choice Television Awards), организованная Ассоциацией телевизионных журналистов, состоялась 17 января 2016 года в Санта-Монике, штат Калифорния. Список номинантов был объявлен 14 декабря 2015 года. Ведущим был актёр Ти Джей Миллер.
Сериал «Фарго» выиграл четыре раза и стал лидером по количеству побед.

## Лауреаты и номинанты
| Программы | Программы |
| Лучший драматический сериал | Лучший комедийный сериал |
| --- | --- |
| «Мистер Робот» (USA) - «Больница Никербокер» (Cinemax) - «Империя» (Lifetime) - «Нереальный холостяк» (Netflix) - «Оставленные» (HBO) - «Ошибки прошлого» (Sundance) - «Страшные сказки» (Showtime) | «Мастер не на все руки» (Netflix) - «Девственница» (The CW) - «Катастрофа» (Amazon Video) - «Очевидное» (Amazon Video) - «Последний человек на Земле» (Fox) - «Ты — воплощение порока» (FX) - «Черная комедия» (ABC) |
| Лучший телефильм / мини-сериал | Лучший анимационный сериал |
| «Фарго» (FX) - «Виз» (NBC) - «Конец детства» (Syfy) - «Лютер» (BBC) - «Покажите мне героя» (HBO) - «Святые и чужие» (Nat Geo) | «Конь БоДжек» (Netflix) - «Закусочная Боба» (FOX) - «Звёздные войны: Повстанцы» (Disney XD) - «Симпсоны» (FOX) - «Южный Парк» (Comedy Central) |
| Лучшие актёры в комедийных сериалах | |
| Лучший актёр | Лучшая актриса |
| Джеффри Тэмбор за роль Моры Пфефферман — «Очевидное» - Энтони Андерсон за роль Андре «Дре» Джонсона — «Чёрная комедия» - Азиз Ансари за роль Дева — «Мастер не на все руки» - Рэндолл Пак за роль Луиса Хуана — «Трудности ассимиляции» - Фред Сэвэдж за роль Стюарта Сандерсона — «Дробилка» - Уилл Форте за роль Фила «Тэнди» Миллера — «Последний человек на Земле»              | Рэйчел Блум за роль Ребекки Норы Банч— «Чокнутая бывшая» - Констанс Ву за роль Джессика Хуан — «Трудности ассимиляции» - Ая Кэш за роль Гретхен Катлер — «Ты — воплощение порока» - Венди Маклендон-Кови за роль Беверли Голдберг — «Голдберги» - Джина Родригес за роль Джейн Виллануэва — «Девственница» - Трейси Эллис Росс за роль Рэйнбоу Джонсон — «Черная комедия» |
| Лучший актёр второго плана | Лучшая актриса второго плана |
| Андре Брауэр за роль Рэймонда Холта — «Бруклин 9-9» - Джей Дюпласс за роль Джоша Пфеффермана — «Очевидное» - Нил Флинн за роль Майкла Хэка мл. — «Бывает и хуже» - Хайме Камиль за роль Рохелио де ла Вега — «Девственница» - Кигэн-Майкл Ки за роль Марка Родригеса — «Дом игр» - Мэл Родригез за роль Пэтси Дэ Ля Сэрда— «Старость — не радость»                                  | Маим Бялик за роль Эми Фара Фаулер — «Теория Большого взрыва» - Эллисон Дженни за роль Бонни Планкетт — «Мамочка» - Кетер Донохью за роль Линдси Джиллиан — «Ты — воплощение порока» - Джудит Лайт за роль Шелл Пфефферман — «Очевидное» - Ниси Нэш за роль Дениз Ортли — «Старость — не радость» - Иден Шер за роль Сью Хэк — «Бывает и хуже»                            |
| Лучшие актёры в драматических сериалах | |
| Лучший актёр | Лучшая актриса |
| Рами Малек за роль Эллиота Алдерсона — «Мистер Робот» - Хью Дэнси за роль Уилла Грэма — «Ганнибал» - Клайв Оуэн за роль доктора Джона Тэкери — «Больница Никербокер» - Лив Шрайбер за роль Рэя Донована — «Рэй Донован» - Джастин Теру за роль Кевина Гарви — «Оставленные» - Аден Янг за роль Дэниела Холдена — «Ошибки прошлого»                                                  | Кэрри Кун за роль Норы Дёрст — «Оставленные» - Ева Грин за роль Ванессы Айвз — «Страшные сказки» - Виола Дэвис за роль Аннализы Китинг — «Как избежать наказания за убийство» - Тараджи П. Хенсон за роли Куки Лайон — «Империя» - Шири Эпплби за роль Рэйчел Голдберг— «Нереальный холостяк» - Кристен Риттер за роль Джессики Джонс— «Джессика Джонс»                   |
| Лучший актёр второго плана | Лучшая актриса второго плана |
| Кристиан Слэйтер за роль Мистера Робота — «Мистер Робот» - Клейн Кроуфорд за роль Тед Тальбот мл. — «Ошибки прошлого» - Кристофер Экклстон за роль Мэтта Джеймисона — «Оставленные» - Андре Холланд за роль доктора Элджернона Эдвардса — «Больница Никербокер» - Джонатан Джексон за роль Эйвери Баркли — «Нэшвилл» - Руфус Сьюэлл за роль Джона Смита — «Человек в высоком замке» | Констанс Зиммер за роль Куин Кинг — «Нереальный холостяк» - Энн Дауд за роль Пэтти Левин — «Оставленные» - Реджина Кинг за роль Эрики Мёрфи — «Оставленные» - Хелен Маккрори за роль Эвелин Пул — «Страшные сказки» - Хайден Панеттьери за роль Джульетты Барнс — «Нэшвилл» - Мора Тирни за роль Хелен Соллоуэй — «Любовники»                                             |
| Лучшие актёры в фильмах / мини-сериалах | |
| Лучший актёр | Лучшая актриса |
| Идрис Эльба за роль Джона Лютера — «Лютер» - Оскар Айзек за роль Ника Васиско — «Покажите мне героя» - Уэс Бентли за роль Джона Лоу — «Американская история ужасов: Отель» - Мартин Клунес за роль Артура Конана Дойля — «Артур и Джордж» - Винсент Картайзер за роль Уильяма Брэдфорда — «Святые и чужие» - Патрик Уилсон за роль Лу Солверсона — «Фарго»                          | Кирстен Данст за роль Пэгги Блумквист — «Фарго» - Кэти Бэйтс за роль Айрис — «Американская история ужасов: Отель» - Сара Хэй за роль Клэр Роббинс — «Плоть и кости» - Аливия Элин Линд за роль Долли Партон — «Жизнь во всех красках» - Рэйчел МакАдамс за роль Ани Беззеридес — «Настоящий детектив» - Шэнис Уильямс за роль Дороти Гейл — «Виз»                         |
| Лучший актёр второго плана | Лучшая актриса второго плана |
| Джесси Племонс за роль Эда Блумквиста — «Фарго» - Ne-Yo за роль Железного дровосека — «Виз» - Дэвид Алан Грир за роль Трусливого Лева — «Виз» - Букем Вудбайн за роль Майка Миллигана — «Фарго» - Ник Офферман за роль Карла Уэтерса — «Фарго» - Рауль Трухильо за роль Массасойт — «Святые и чужие»                                                                                | Джин Смарт за роль Флойд Герхардт — «Фарго» - Мэри Джей Блайдж за роль Злой Ведьмы — «Виз» - Лора Хэддок за роль Меган Кантор — «Лютер» - Кристин Милиоти за роль Бетси Солверсон — «Фарго» - Сара Полсон за роль Салли Маккенны и Билли Дин Ховард— «Американская история ужасов: Отель» - Вайнона Райдер за роль Винни Рестиано — «Покажите мне героя»                  |
| Приглашенные актёры | |
| В комедийном сериале | В драматическом сериале |
| Тимоти Олифант за роль самого себя — «Дробилка» - Эллен Бёрстин за роль Ширли Стэблер — «Мамаша» - Анжелика Хьюстон за роль Вики — «Очевидное» - Черри Джонс за роль Лесли Макиноу — «Очевидное» - Дженифер Льюис за роль Руби Джонсон — «Черная комедия» - Джон Слэттери за роль Клада Думета — «Жаркое американское лето: Первый день лагеря»                                     | Марго Мартиндейл за роль Рут Истман — «Хорошая жена» - Ричард Армитедж за роль Френсиса Долархайда — «Ганнибал» - Джастин Кирк за роль Джозефа Бучера — «Манхэттен» - Пэтти ЛюПон за роль Джоан Клэйтон — «Страшные сказки» - Мариса Томей за роль Мими Уайтмен — «Империя» - Б. Д. Вонг за роль «Белой розы»— «Мистер Робот»                                             |
| Реалити и варьете | |
| Реалити | Реалити-конкурсные |
| Тайная кухня Энтони Бурдена (CNN) - Intervention (A&E) - Голые и напуганные (Discovery) - Звёзды ломбарда (History) - Полицейские (Spike) - Смертельный улов (Discovery) | Shark Tank (ABC) - Antiques Roadshow (PBS) - Босс под прикрытием (CBS) - В студии актёрского мастерства (Bravo) - Зеленый свет (HBO) - Разрушители легенд (Discovery) |
| Ток-шоу | Ведущий реалити-шоу |
| Ежедневное шоу с Джоном Стюартом (Comedy Central) - Джимми Киммел в прямом эфире (ABC) - Ночное шоу с Джимми Фэллоном (NBC) - Очень позднее шоу с Джеймсом Корденом (CBS) - События прошедшей недели с Джоном Оливером (HBO) - Шоу Грэма Нортона (BBC America) | Кэт Дили — Значит, ты умеешь танцевать? - Том Бержерон — Танцы со звёздами - Энтони Бурдена — Тайная кухня Энтони Бурдена - Фил Кеоган — Удивительная гонка - Джеймс Липтон — В студии актёрского мастерства - Бетти Уайт — Betty White’s Off Their Rockers |